# Riverfront Stadium
Het Riverfront Stadium (vanaf 1996 Cinergy Field) was een American football en honkbal stadion in Cincinnati. Het stadion opende zijn deuren in 1970. Het was tot 1999 de thuisbasis van de Cincinnati Bengals en tot 2002 was het de thuisbasis van de Cincinnati Reds. In 2002 werd het stadion afgebroken. De Bengals gingen vanaf 2000 spelen in het Paul Brown Stadium en de Reds vanaf 2003 in de Great American Ball Park.